# Baiami tegenarioides
Baiami tegenarioides är en spindelart som först beskrevs av Simon 1908.  Baiami tegenarioides ingår i släktet Baiami och familjen Stiphidiidae.
Artens utbredningsområde är Western Australia. Inga underarter finns listade.